# HMS Escapade (H17)
«Ескапада» (H17) (англ. HMS Escapade (H17) — військовий корабель, ескадрений міноносець типу «E» Королівського військово-морського флоту Великої Британії за часів Другої світової війни.
Ескадрений міноносець «Ескапада» був закладений 30 березня 1933 року на верфі компанії Scotts Shipbuilding and Engineering Company у Гріноку. 30 серпня 1934 року увійшов до складу Королівських ВМС Великої Британії.